# Октябрьское сельское поселение (Вичугский район)
Октя́брьское сельское поселение — муниципальное образование в западной части Вичугского района Ивановской области России.
Административный центр — деревня Гаврилково.

## История
Поселение было образовано 12 июля 2010 года путём объединения Гаврилковского, Гольчихинского, Золотиловского сельских поселений по результатам проведенного референдума 11 октября 2009 года, на основании которого был принят закон Ивановской области от 10 декабря 2009 г. № 140-ОЗ «О преобразовании сельский поселений в Вичугском муниципальном районе».

## Население
| 2002  | 2010  | 2011  | 2012  | 2013  | 2014  | 2015  |
| ----- | ----- | ----- | ----- | ----- | ----- | ----- |
| 1296  | ↗2339 | ↘2322 | ↘2243 | ↘2207 | ↘2151 | ↘2118 |
| 2016  | 2017  | 2018  | 2019  | 2020  | 2021  |       |
| ↘2059 | ↘1984 | ↘1913 | ↘1861 | ↘1825 | ↘1551 |       |

## Населённые пункты
В состав сельского поселения входят 42 населённых пункта.
| №  | Населённый пункт | Тип населённого пункта | Население |
| -- | ---------------- | ---------------------- | --------- |
| 1  | Березово         | деревня                | 3         |
| 2  | Бородкино        | деревня                | 12        |
| 3  | Бортиха          | деревня                | 0         |
| 4  | Вандышево        | деревня                | 98        |
| 5  | Васильково       | деревня                | 0         |
| 6  | Гаврилково       | деревня                | ↘279      |
| 7  | Дачное           | посёлок                | 46        |
| 8  | Дюдяково         | деревня                | 0         |
| 9  | Жеребчиха        | деревня                | 17        |
| 10 | Захариха         | деревня                | 15        |
| 11 | Золотилово       | село                   | ↘227      |
| 12 | Золотовка        | деревня                | 17        |
| 13 | Казаркино        | деревня                | 90        |
| 14 | Кирикино         | деревня                | 464       |
| 15 | Копылиха         | деревня                | 3         |
| 16 | Корнево          | деревня                | 0         |
| 17 | Красный Октябрь  | посёлок                | ↗395      |
| 18 | Ломы Большие     | деревня                | 218       |
| 19 | Максимково       | деревня                | 0         |
| 20 | Мартыниха        | деревня                | 36        |
| 21 | Морозиха         | деревня                | 0         |
| 22 | Новошино         | деревня                | 2         |
| 23 | Овечкино         | деревня                | 14        |
| 24 | Олтухово         | деревня                | 0         |
| 25 | Осиновка         | деревня                | 13        |
| 26 | Погорелка        | деревня                | 28        |
| 27 | Починок          | деревня                | 1         |
| 28 | Прислониха       | деревня                | 3         |
| 29 | Раменье          | деревня                | 0         |
| 30 | Ропотово         | деревня                | 15        |
| 31 | Селиванцево      | деревня                | 2         |
| 32 | Синие Гари       | деревня                | 60        |
| 33 | Сопегино         | деревня                | 5         |
| 34 | Старая Гольчиха  | деревня                | 163       |
| 35 | Старостино       | деревня                | 20        |
| 36 | Старцево         | деревня                | 0         |
| 37 | Струбищи         | деревня                | 9         |
| 38 | Терехово         | деревня                | 0         |
| 39 | Тимошиха         | деревня                | 10        |
| 40 | Токарево         | деревня                | 0         |
| 41 | Цепики           | деревня                | 42        |
| 42 | Шехолдино        | деревня                | 32        |

## Инфраструктура
На территории поселения располагается 1 средняя и 2 основных школы, 3 детских сада, 4 дома культуры, 3 библиотеки, 3 отделения почтовой связи, 10 магазинов. В отдалённые населённые пункты, где отсутствуют магазины, продукты два раза в неделю доставляет индивидуальный предприниматель.

## Транспорт
Через поселение проходят автомобильные дороги областного значения Р80 связывающая Вичугу с областным центром и автодорога Р71 «Ковров-Шуя-Кинешма», а также железнодорожная ветка Москва — Кинешма. Расстояние от Гаврилкова до районного центра (город Вичуга) — 12 км.